# Герб Губкова
Герб Губкова — офіційний символ села Губків, Рівненського району Рівненської області, затверджений 14 квітня 1998 р. рішенням сесії Губківської сільської ради. 
Автори — А. Гречило та Ю. Терлецький.

## Опис герба
У синьому полі золотий сокіл із розпростертими крильми на срібному замку, обабіч по золотій шестипроменевій зірці.

## Значення символів
Сокіл на замку свідчить про роль Губкова як укріпленого поселення, а дві зірки є символами вічності й означають відродження містечка після нищівних ворожих нападів.
Щит увінчано червоною міською короною, що вказує на село, яке давніше було містечком.